# Ван Зёйлен ван Нейевелт, Этьен
Барон Этьен ван Зюйлен ван Ниэвельт ван де Хаар (нидерл. Étienne van Zuylen van Nyevelt van de Haar; 16 октября 1860, Бельгия — 8 мая 1934, Ницца, Франция) — бельгийский банкир, филантроп, спортсмен-всадник, управленец. Муж Элен де Ротшильд, дед Мари-Элен де Ротшильд.

## Биография
Родился в семье известного посла и государственного деятеля из старинного утрехтского рода ван Зюйлен ван Ниэвельт.
В 1892 году восстановил замок де Хаар в Утрехте.
В 1895 стал одним из основателей Автомобильного клуба Франции (ACF), был его первым президентом до 1922 года. В 1904 был избран президентом Международной ассоциации признанных автоклубов (AIACR, предшественницы ФИА).
В 1895 организовал гонку Париж-Бордо-Париж, считающуюся первой автогонкой в истории. Впоследствии ван Зюйлен ван Ниэвельт регулярно организовывал гонки между городами, в том числе Кубок Гордона Беннетта.
Принимал участие в Летних Олимпийских играх 1900 года в соревнованиях по конному спорту.
Был председателем совета директоров журнала L’Auto, энергетической компании Nilmelior, автомобильной компании Paris-Taxis, директором в De Dion-Bouton.
Выйдя в отставку в 1931 году, был избран почётным президентом AIACR. Скончался в Ницце 8 мая 1934.